# Marcillac-la-Croze
Marcillac-la-Croze település Franciaországban, Corrèze megyében. Lakosainak száma 176 fő (2022. január 1.). Marcillac-la-Croze Branceilles, Curemonte, Lostanges, Puy-d’Arnac, Saint-Bazile-de-Meyssac, Saint-Julien-Maumont és Tudeils községekkel határos.

## Népesség
A település népességének változása:
| Lakosok száma | 281  | 232  | 226  | 200  | 180  | 179  | 178  | 172  | 172  | 176  |
|               | 1968 | 1982 | 1990 | 2006 | 2013 | 2015 | 2017 | 2019 | 2020 | 2022 |